# ۱۲۵ (عدد)
۱۲۵(صد و بیست و پنج) یک عدد طبیعی است که بعد از ۱۲۴ و قبل از ۱۲۶ قرار دارد.
این عدد یک مکعب کامل است.